# Harold Rayner
Harold Marvin Rayner (* 27. Juli 1888 in Glen Ridge; † 8. Dezember 1954 in Cortlandt) war ein US-amerikanischer Fechter, Pentathlet und Offizier der US Army.

## Leben
Harold Rayner nahm an drei Olympischen Spielen teil: 1912 schied er in Stockholm im Einzel mit dem Florett in der Viertelfinalrunde aus. Bei den Olympischen Spielen 1920 in Antwerpen belegte er mit der Florett-Mannschaft den dritten Platz. Mit Henry Breckinridge, Robert Sears, Arthur Lyon und Francis Honeycutt erhielt er somit die Bronzemedaille. Mit der Degen-Equipe wurde er Sechster. Darüber hinaus startete er im Modernen Fünfkampf und schloss den Wettbewerb auf dem sechsten Rang ab. 1928 platzierte er sich in Amsterdam sowohl mit der Florett- als auch der Degen-Mannschaft auf Rang fünf.
Rayner war Absolvent der United States Military Academy. Seine Militärkarriere verbrachte er vollständig bei der Kavallerie. Er war zeitweise Aide-de-camp der Präsidenten Woodrow Wilson und Warren G. Harding, sowie von General of the Armies John J. Pershing. 1946 ging er im Rang eines Colonels in den Ruhestand.